# Hesthøj

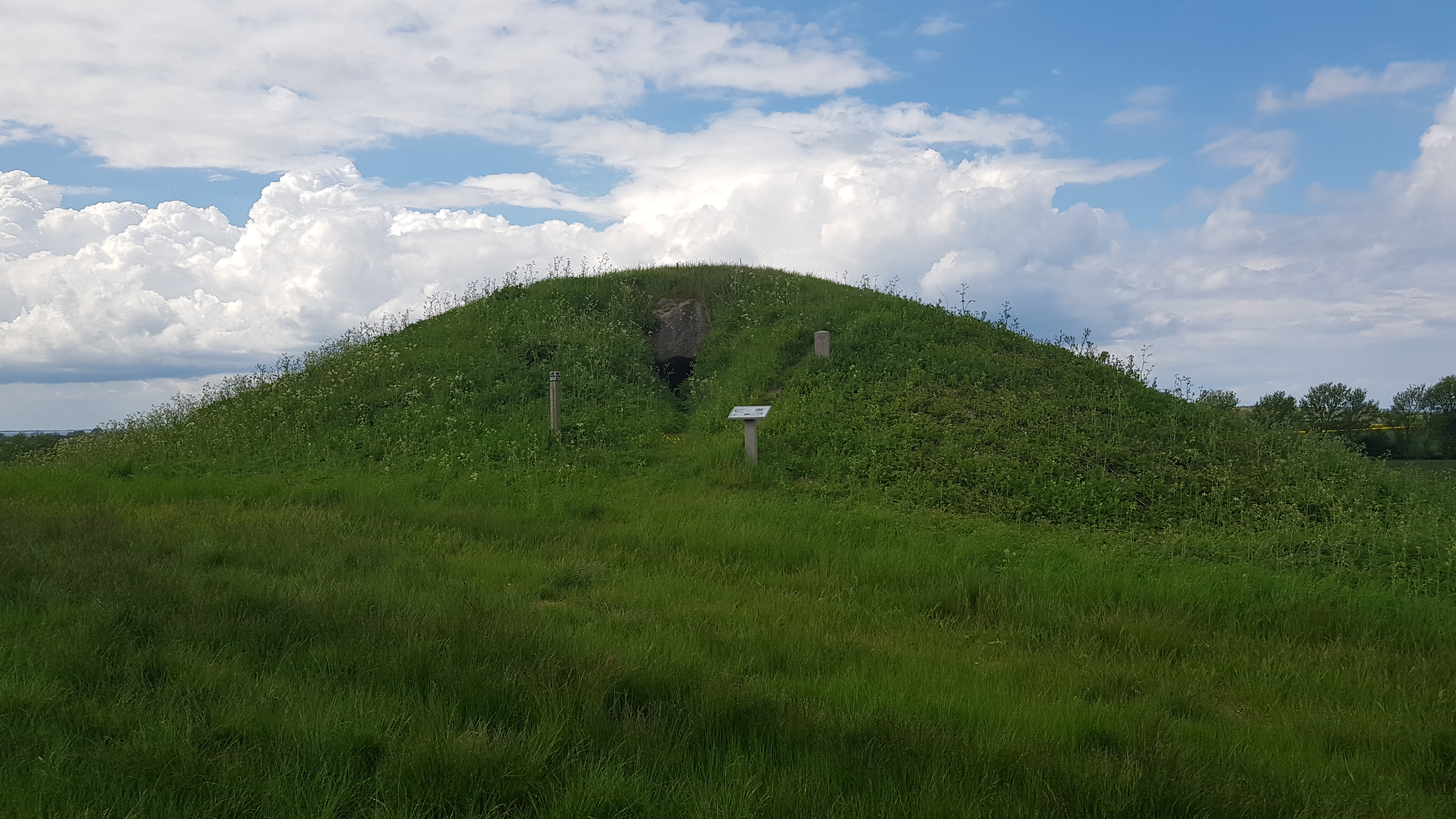
Hesthøj

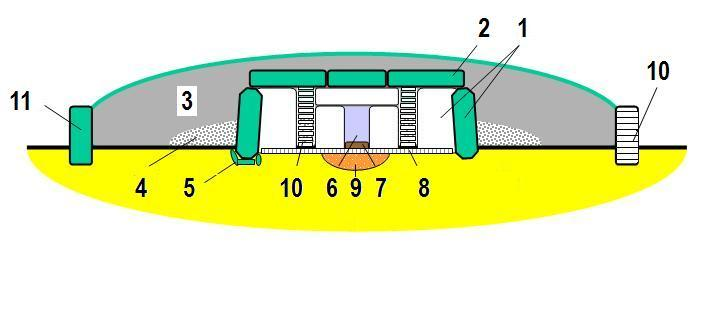
Schema Ganggrab (Querschnitt) 1=Trag-, 2= Deckstein, 3=Erdhügel, 4=Dichtung, 5=Verkeilsteine, 6=Zugang, 7= Schwellenstein. 8=Bodenplatten, 9=Unterbodendepots, 10=Zwischenmauerwerk 11=Randsteine

Der Hesthøj (auch Estershøj genannt – deutsch „Pferdehügel“) ist ein Ganggrab (dänisch Jættestue) am Søvej bei Martofte auf der Halbinsel Hindsholm im Nordosten der dänischen Insel Fünen. Er ist eine der größten Megalithanlagen auf der Insel.
Das Ganggrab ist eines der besser erhaltenen unter den 500 erhaltenen Großsteingräbern dieses Typs in Dänemark. Es stammt aus der Jungsteinzeit etwa 3000 v. Chr. und ist eine Megalithanlage der Trichterbecherkultur (TBK). Das Ganggrab ist eine Bauform jungsteinzeitlicher Megalithanlagen, die aus einer Kammer und einem baulich abgesetzten, lateralen Gang besteht. Diese Form ist primär in Dänemark, Deutschland und Skandinavien, sowie vereinzelt in Frankreich und den Niederlanden zu finden. 

## Beschreibung
Die 1880 ausgegrabene Anlage liegt in einem Rundhügel ohne erkennbare Randsteine. Die etwa acht Meter lange, 1,6 Meter breite und innen etwa mannshohe Megalithanlage hat 17 Trag- und sieben Decksteine. Der lange Gang hat sieben erhaltene Tragsteine und einen Deckstein. 
Nur etwa 1000 m entfernt liegt der Mårhøj.